# Pelastoneurus caeruleus
Pelastoneurus caeruleus är en tvåvingeart som beskrevs av Van Duzee 1923. Pelastoneurus caeruleus ingår i släktet Pelastoneurus och familjen styltflugor.
Artens utbredningsområde är Guatemala. Inga underarter finns listade i Catalogue of Life.